# Nordenadler
Nordenadler är en svensk adelsätt.

## Historik
Släkten härstammar från Östergötland. Äldste kände stamfader är borgaren och rådmannen i Skänninge Anders Toresson (död 1651). Hans sonson, guvernementssekreteraren i Skåne, assessorn Anders Schenling (1683-1761) var gift första gången med Elsa Catharina Psilander (1687-1740), dotter till borgmästaren Nils Nilsson Psilander och Catharina Kling av samma släkt som adliga ätten Psilandersköld samt friherrar von Psilander och på mödernet släkt med Hägerflycht. Han fick bara barn i första äktenskapet.
Genom kunglig resolution given 3 augusti 1727 adlades Anders Schenling i Stockholm av konung Fredrik I med namnet Nordenadler, och introducerades på nr 1814 samma år 5 augusti. Ätten fortlevde med hans söner majoren Urban Nordenadler (1715-1760) och överstelöjtnanten Theodor Nordenadler (1717-1772).

## Medlemmar
- Anders Nordenadler (1683–1761), militär.
- Anders Nordenadler (1928–2012), jurist
- Carl Nordenadler (1842–1903), militär
- Oscar Nordenadler (1863–1943), läkare
- Robert Nordenadler (1893–1957), jurist

## Ingift
- Ebba Nordenadler (1864–1931), författarinna